# Estação El Sol
A Estação El Sol é uma das estações do Metrô de Valparaíso, situada em Quilpué, entre a Estação Quilpué e a Estação El Belloto. É administrada pelo Metro Regional de Valparaíso S.A..
Foi inaugurada em 23 de novembro de 2005. Localiza-se no cruzamento da Rua Baquedano com a Rua Santelices. Atende o setor El Sol.